# Ceropegia sinoerecta
Ceropegia sinoerecta är en oleanderväxtart som beskrevs av Michael George Gilbert och P. T. Li. Ceropegia sinoerecta ingår i släktet Ceropegia och familjen oleanderväxter. Inga underarter finns listade i Catalogue of Life.